# Kjell Karlsson
Kjell "Flugan" Karlsson, även kallad Lindåsliraren, född 19 augusti 1935 i Lindås i Vissefjärda socken i Emmaboda, död 22 juni 2009 i Lindås, var en svensk boxare.
Karlsson var aktiv boxare 1952–1956. Han tävlade även i flugvikt och kallades "Flugan". År 1956 blev Karlsson SM-mästare i boxning i bantamvikt. Han tävlade då för Lindås Boxningsklubb.